# Liste der Naturdenkmale in Rockenhausen
Die Liste der Naturdenkmale in Rockenhausen nennt die im Gemeindegebiet von Rockenhausen, Rheinland-Pfalz, ausgewiesenen Naturdenkmale (Stand 28. März 2024).

## Naturdenkmale
| Nr.         | Bezeichnung                 | Lage                                                | Beschreibung                                       | Bild                                    |
| ----------- | --------------------------- | --------------------------------------------------- | -------------------------------------------------- | --------------------------------------- |
| ND-7333-014 | Rohrbrunnen mit zwei Linden | Marienthal, südwestlich des Ortes an der L 386 Lage | gefasste Quelle mit Tilia platiphyllos, zwei Bäume | Direkt Bild zu diesem Denkmal hochladen |
| ND-7333-044 | Platane                     | Rockenhausen, Bezirksamtsstraße, bei Nr. 8 Lage     | Platanus sp.; um 1880 gepflanzt, 2,8 m Umfang      | Direkt Bild zu diesem Denkmal hochladen |
| ND-7333-093 | Zwei Linden am Königsbach   | Marienthal, Am Donnersberg, gegenüber Nr. 1 Lage    | Tilia cordata, zwei Bäume                          | Direkt Bild zu diesem Denkmal hochladen |

## Ehemalige Naturdenkmale
| Nr. | Bezeichnung | Lage                                                          | Beschreibung                                                 | Bild                                    |
| --- | ----------- | ------------------------------------------------------------- | ------------------------------------------------------------ | --------------------------------------- |
|     | Hohe Warte  | Rockenhausen, östlich der Stadt; Abteilung Göhlenberg Lage    | herausragender Hartsteinfels; Rechtsverordnung aufgehoben    | Direkt Bild zu diesem Denkmal hochladen |
|     | Elsbeerbaum | Rockenhausen, östlich der Stadt; Abteilung Im Langenwald Lage | Sorbus torminalis; 0,6 m Umfang; Rechtsverordnung aufgehoben | Direkt Bild zu diesem Denkmal hochladen |
|     | Elsbeerbaum | Rockenhausen, östlich der Stadt; Abteilung Göhlenberg Lage    | Sorbus torminalis; Rechtsverordnung aufgehoben               | Direkt Bild zu diesem Denkmal hochladen |